# Швајцарска на Светском првенству у атлетици на отвореном 2019.
Швајцарска је на 17. Светском првенству у атлетици на отвореном 2019. одржаном у Дохи од 27. септембра до 6. октобра учествовала седамнаести пут, односно учествовала је на свим првенствима до данас. Репрезентацију Швајцарске представљало је 18 учесника (5 мушкарца и 13 жена) који су се такмичили у 16 дисциплина (7 мушких и 9 женских).,
На овом првенству Швајцарска је по броју освојених медаља делила 31. место са 1 освојеном медаљом (1 бронзану).. У табели успешности према броју и пласману такмичара који су учествовали у финалним такмичењима (првих 8 такмичара) Швајцарска је са 3 учесника у финалу делила 26. место са 16 бодова.
| Плас. | Земља      | 1. место | 2. место | 3. место | 4. место | 5. место | 6. место | 7. место | 8. место | Бр. финал. | Бод. |
| ----- | ---------- | -------- | -------- | -------- | -------- | -------- | -------- | -------- | -------- | ---------- | ---- |
| =26.  | Швајцарска | 0        | 0        | 1        | 2        | 0        | 0        | 0        | 0        | 3          | 16   |

## Учесници
| Мушкарци: - Алекс Вилсон — 100 м, 200 м - Јулиен Вандерс — 5.000 м, 10.000 м - Тадесе Абрахам — Маратон - Џејсон Џозеф — 110 м препоне - Карим Хусејин — 400 м препоне | Жене: - Муџинба Камбуђи — 100 м, 200 м, 4 х 100 м - Ајла дел Понте — 100 м, 4 х 100 м - Саломе Кора — 100 м, 4 х 100 м - Сара Ачо — 200 м, 4 х 100 м - Селина Бихел — 800 м - Лоре Хофман — 800 м - Леа Шпрунгер — 400 м препоне, 4 х 400 м - Фанете Хумаир — 4 х 400 м - Rachel Pellaud — 4 х 400 м - Јасмин Гигер — 4 х 400 м - Ангелица Мозер — Скок мотком - Никол Бихлер — Скок мотком - Гералдине Рукстул — Седмобој |  |

## Резултати

### Мушкарци
| Атлетичар      | Дисциплина    | Лични рекорд | Квалификације   | Квалификације | Полуфинале           | Полуфинале           | Финале               | Финале               | Детаљи |
| Атлетичар      | Дисциплина    | Лични рекорд | Резултат        | Место         | Резултат             | Место                | Резултат             | Место                | Детаљи |
| -------------- | ------------- | ------------ | --------------- | ------------- | -------------------- | -------------------- | -------------------- | -------------------- | ------ |
| Алекс Вилсон   | 100 м         | 10,08        | 10,38 (.373)    | 7. у гр. 6    | Није се квалификовао | Није се квалификовао | Није се квалификовао | 38 / 65 (68)         |        |
| Алекс Вилсон   | 200 м         | 19,98 НР     | 20,40 (.396) КВ | 3. у гр. 3    | Није стартовао       | Није стартовао       | Није се квалификовао | Није се квалификовао |        |
| Тадесе Абрахам | Маратон       | 2:06:40 НР   |                 |               |                      |                      | 2:11:58              | 9 / 55 (73)          |        |
| Џејсон Џозеф   | 110 м препоне | 13,39 НР     | 13,39 КВ        | 3. у гр. 2    | 13,53                | 7. у гр. 2           | Није се квалификовао | 13 / 36 (41)         |        |
| Карим Хусејин  | 400 м препоне | 48,45        | 50,62           | 6. у гр. 3    | Није се квалификовао | Није се квалификовао | Није се квалификовао | 28 / 38 (39)         |        |

### Жене
| Атлетичарка                                            | Дисциплина    | Лични рекорд | Квалификације   | Квалификације | Полуфинале            | Полуфинале            | Финале                | Финале       | Детаљи |
| Атлетичарка                                            | Дисциплина    | Лични рекорд | Резултат        | Место         | Резултат              | Место                 | Резултат              | Место        | Детаљи |
| ------------------------------------------------------ | ------------- | ------------ | --------------- | ------------- | --------------------- | --------------------- | --------------------- | ------------ | ------ |
| Ајла дел Понте                                         | 100 м         | 11,21        | 11,36           | 6. у гр. 6    | Нису се квалификовале | Нису се квалификовале | Нису се квалификовале | 29 / 47      |        |
| Саломе Кора                                            | 100 м         | 11,13        | 11,48 (.477)    | 6. у гр. 4    | Нису се квалификовале | Нису се квалификовале | Нису се квалификовале | 36 / 47      |        |
| Муџинба Камбуђи                                        | 100 м         | 10,95 НР     | 11,17 (.161) КВ | 1. у гр. 5    | 11,10 (.097)          | 3. у гр. 2            | Није се квалификовала | 9 / 47       |        |
| Муџинба Камбуђи                                        | 200 м         | 22,26 НР     | 22,81 КВ        | 3. у гр. 2    | 22,49 (.490) КВ       | 2. у гр. 1            | 22,51                 |              |        |
| Сара Ачо                                               | 200 м         | 22,80        | 23,29           | 4. у гр. 1    | Нису се квалификовале | Нису се квалификовале | Нису се квалификовале | 29 / 43 (48) |        |
| Селина Бихел                                           | 800 м         | 1:57,95 НР   | 2:03,38         | 6. у гр. 2    | Нису се квалификовале | Нису се квалификовале | Нису се квалификовале | 25 / 40 (41) |        |
| Лоре Хофман                                            | 800 м         | 2:01,67      | 2:03,40 (.392)  | 4. у гр. 5    | Нису се квалификовале | Нису се квалификовале | Нису се квалификовале | 26 / 40 (41) |        |
| Леа Шпрунгер                                           | 400 м препоне | 54,29        | 54,98 КВ, ЛРС   | 2. у гр. 1    | 54,41 КВ, ЛРС         | 2. у гр. 3            | 54,06 НР, ЛР          | 4 / 36 (39)  |        |
| Ајла Дел Понте Сара Атчо Муџинба Камбуђи Саломе Кора   | 4 х 100 м     | 42,29 НР     | 42,82 (.811) КВ | 3. у гр. 1    |                       |                       | 42,18 НР              | 4 / 13 (16)  |        |
| Леа Шпрунгер Фанете Хумаир Rachel Pellaud Јасмин Гигер | 4 х 400 м     | 42,53 НР     | 3:28,52         | 7. у гр. 2    | Нису се квалификовале | 14 / 15 (16)          |                       |              |        |
| Никол Бихлер                                           | Скок мотком   | 4,80д        | 4,55 ЛРС        | 9. у гр. Б    | Нису се квалификовале | 18 / 31 (32)          |                       |              |        |
| Ангелица Мозер                                         | Скок мотком   | 4,65д        | 4,60 КВ         | 8. у гр. А    | 4,50                  | 13 / 31 (32)          |                       |              |        |

#### Седмобој
| Дисциплина    | Гералдине Рукстул | Гералдине Рукстул | Гералдине Рукстул | Гералдине Рукстул | Гералдине Рукстул | Гералдине Рукстул |
| Дисциплина    | Лични рекорд      | Резултат          | Бод.              | Плас.             | Укупно            | Плас.             |
| ------------- | ----------------- | ----------------- | ----------------- | ----------------- | ----------------- | ----------------- |
| 100 м препоне | 13,76             | 13,84             | 1.001             | 17.               | 1.001             | 17.               |
| Скок увис     | 1,81              | 1,71              | 867               | 17.               | 1.868             | 17.               |
| Бацање кугле  | 14,58             | 14,28             | 813               | 4.                | 2.681             | 16.               |
| 200 м         | 24,74             | 25,21             | 868               | 18.               | 3.549             | 17.               |
| Скок удаљ     | 6,06              | 5,73              | 768               | 18.               | 4.317             | 18.               |
| Бацање копља  | 58,31             | 55,35             | 964               | 1.                | 5.281             | 11.               |
| 800 м         | 2:12,05           | 2:16,02           | 878               | 8.                | 6.159             | 9.                |
| Седмобој      | 6.391 НР          |                   |                   |                   | 6.159             | 9 / 16 (20)       |